# 제프 코엔

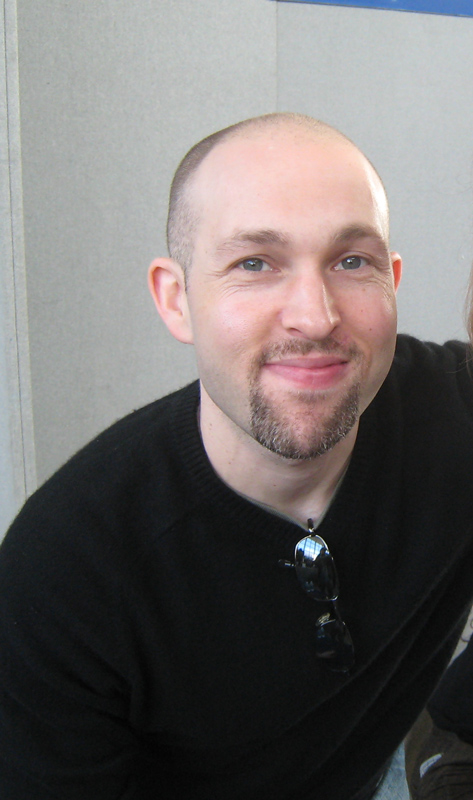

제프 코엔(Jeff Cohen, 1974년 6월 25일 ~ )은 미국의 배우, 변호사, 텔레비전 배우, 영화배우이다.
로스앤젤레스에서 태어났다.

## 영화
- 사랑의 하모니 (1991년)
- 구니스 (1985년) - 로렌스 청크 코엔 역